# Petra Klimek
Petra Klimek (* 21. April 1958; † 18. Februar 2021) war eine deutsche Bildhauerin, Filmarchitektin, künstlerische Leiterin und Requisiteurin.

## Leben
Petra Klimek studierte  an  der Johannes-Gutenberg-Universität Mainz in der Bildhauerklasse von Heinz Hemrich und Hermann Volz (1923–1985). Anschließend nahm sie an Sommerakademien in Zons beim Bildhauer Johannes Dröge teil. Es folgten Ausstellungen im In- und Ausland, zuletzt im Jahr 2009 mit „Moving Concept“ sowie 2010 mit Sabina Wörner in „Garden of Transformation“ in Amsterdam.
Seit 1993 war sie auch als Filmschaffende im Inland sowie in Belgien, Dänemark, Dschibuti, Kenia, Luxemburg, Niederlande, Österreich, Ruanda und der Tschechischen Republik bei Filmproduktionen tätig. Petra Klimek baute Szenenbilder im Filmstab von Filmregisseuren wie Franziska Buch, Lisa Violetta Gaß, Helma Sanders-Brahms, Margarethe von Trotta, Nicole Weegmann, Stephen Frears, Michael Glawogger, Philip Gröning, Sherry Hormann, Jean-Pierre Jeunet, Dani Levy, Nikolai Müllerschön, Sebastian Schipper, Peter Timm und Tom Tykwer auf.
Petra Klimek lehrte als Gastdozentin in Workscamps für Stein-Bildhauerei an der SommerAkademie Rothaarsteig in Jahren 2005, 2006 und 2011. Im Studienjahr 2015/2016 lehrte sie als Tutorin für Szenenbild an der Internationalen Filmschule Köln (ifs). 
Der TV-Mehrteiler Winnetou – Der Mythos lebt, in dem Petra Klimek mitwirkte, wurde mit dem Deutschen Fernsehpreis 2017 im Bereich „Beste Ausstattung“ ausgezeichnet. Am 2. Februar 2017 nahm sie in Vertretung den Preis entgegen.
Sie war ein langjähriges Mitglied beim Verband der Requisiteure und Set Decorator e.V. (VdRSD) mit Sitz in Hamburg. Sie lebte und arbeitete in Amsterdam und Köln.

## Filmografie (Auswahl)
Als Filmarchitektin und Requisiteurin im Ausland
- 1994: Farinelli, der Kastrat, als Requisiteurin
- 1996: Tykho Moon, als Requisiteurin
- 1997: Praxis Dr. Hasenbein, als Außenrequisitin
- 1997: Winterschläfer, als Requisiteurin
- 1998: Meschugge, als Requisiteurin
- 1999: Ein Lied von Liebe und Tod – Gloomy Sunday, als Ausstatterin in Köln
- 2000: Halt mich fest! (TV-Serie) als Außenrequisiteurin
- 2001: Die fabelhafte Welt der Amélie, als Assistentin der künstlerischen Leitung
- 2001: Herz, als Requisiteurin
- 2003: Das Meer der Stille, als Requisiteurin
- 2004: Atomik Circus, le retour de James Bataille, als Requisiteurin
- 2004: Mein Bruder ist ein Hund, als Außenrequisiteurin
- 2005: Barfuss, als Requisiteurin
- 2006: Ein Freund von mir, als Requisiteurin
- 2009: Chéri – Eine Komödie der Eitelkeiten, als Requisiteurin
- 2009: Wüstenblume, als künstlerische Leiterin in Dschibuti
- 2010: Die letzten 30 Jahre (TV-Serie) als Außenrequisiteurin
- 2013: Only Lovers Left Alive, als Requisiteurin
- 2013: Rush – Alles für den Sieg, als Requisiteurin
- 2014: Pettersson und Findus – Kleiner Quälgeist, große Freundschaft, als Außenrequisiteurin
- 2016: Winnetou – Der Mythos lebt, Teile 1 – 3, als Außenrequisiteurin

Als Requisiteurin im Inland
- 2003: Die Klasse von ’99 – Schule war gestern, Leben ist jetzt
- 2008: Der rote Baron
- 2008: Der Brief für den König
- 2008: Geliebte Clara
- 2009: Das Vaterspiel
- 2012: Yoko
- 2012: Jesus liebt mich
- 2012: Hannah Arendt
- 2015: Die abhandene Welt
- 2015: Die Himmelsleiter (TV-Serie) im Abschnitt 1 und 2
- 2017: Das Leben danach

Als Filmarchitektin im Inland
- 2009: Gisberta
- 2013: Die Frau des Polizisten
- 2014: Das Zimmermädchen Lynn

Als künstlerische Leiterin
- 1993: Hey Stranger
- 2009: 12 Meter ohne Kopf